# Cornelis van Beveren

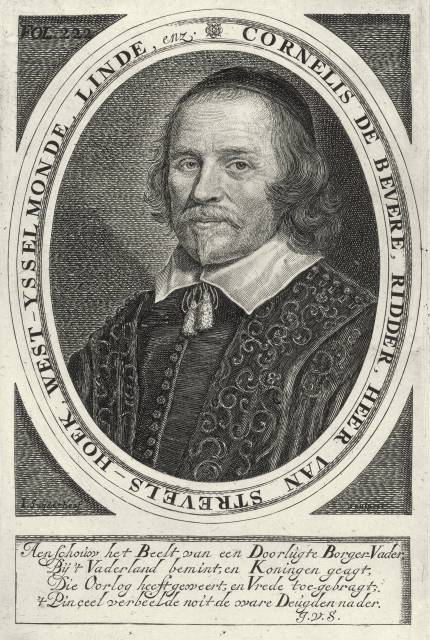
Cornelis van Beveren

Cornelis van Beveren (ook de Bevere) (Dordrecht, 1591 – aldaar, 1663) was ridder, heer van Strevelshoek, West-IJsselmonde en Kleine Lindt. Hij stamt uit het adellijke patriciërsgeslacht Van Beveren en bekleedde vele verschillende functies, zoals:
- burgemeester van Dordrecht (1628–1629, 1637–1638, 1642–1643, 1645–1646 en 1649–1650)
- raad en rentmeester-generaal van Zuid-Holland (1618–1642)
- baljuw en dijkgraaf van het Land van Strijen
- curator van de Academie te Leiden
- gecommitteerde in het College van de Staten-Generaal (1646–1647), van de Gecommitteerde Raden (1628–1630, 1643–1644 en 1654–1656)
- ordinaris gecommitteerde ter dagvaart van de Staten van Holland en West-Friesland
- buitengewoon gezant van de Staten der Verenigde Nederlanden bij de koning van Denemarken en Noorwegen en de stad Hamburg (1631) en bij Karel I, koning van Engeland, Schotland en Ierland (1636).
- Op 1 december 1660 werd Van Beveren evenals Cornelis de Graeff en Johan de Witt door de Staten van Holland aangesteld als lid van de commissie ter educatie van prins Willem III van Oranje-Nassau, "het kind van staat".

Van Beveren trouwde met Christina Pijl, dochter van Johan Pijl en Mondena de Jonge. Zijn dochter Christina van Beveren (1632–1656) huwde met Govert van Slingelandt.